# اوری (کونیگسلوتر)
آوری (به آلمانی: Uhry) یک منطقهٔ مسکونی در آلمان است که در کونیگسلوتر واقع شده‌است. اوری ۳۰۰ نفر جمعیت دارد.